# ماوند سیتی (آرکانزاس)
ماوند سیتی (به انگلیسی: Mound City) یک منطقهٔ مسکونی در ایالات متحده آمریکا است که در شهرستان کریتندن، آرکانزاس واقع شده‌است.